# Équation de Tsiolkovski
L'équation de Tsiolkovski est l'équation fondamentale de l'astronautique, reliant l'accroissement de vitesse au cours d'une phase de propulsion d'un astronef doté d'un moteur à réaction au rapport de sa masse initiale à sa masse finale.
On la doit à Constantin Tsiolkovski et, indépendamment, à Hermann Oberth.

## Histoire
L'équation de Tsiolkovski est considérée comme l'équation fondamentale de l'astronautique. Son éponyme est Constantin Tsiolkovski (1857-1935), qui l'a déduite puis publiée en 1903,,.
Bien que cette équation soit souvent attribuée au grand penseur autodidacte Tsiolkovski, une forme de l'équation figure déjà dans un traité du mathématicien britannique William Moore (en) (fl. c.1806-1823) paru en 1813,,, puis dans un article du général-major belge Casimir-Érasme Coquilhat (1811-1890) paru en 1873, ,,.

## L'expérience de la barque, de Tsiolkovski

Expérience de la barque, de Tsiolkovski.

Afin de faire comprendre le principe de la propulsion à réaction, Constantin Tsiolkovski a proposé une fameuse expérience « de la barque ». Une personne se trouve démunie d'avirons dans une barque à l'écart de la rive. Elle veut rejoindre cette rive. Elle remarque que la barque est chargée d'une certaine quantité de pierres et a l'idée de lancer ces pierres, une à une et le plus vivement possible, dans la direction opposée à la rive. Effectivement, à la quantité de mouvement des pierres jetées dans un sens correspond une quantité de mouvement égale pour la barque dans l'autre sens.

## Énoncé
L'équation de Tsiolkovski s'écrit :
{\displaystyle \Delta {\vec {v}}={\vec {v}}_{\mathrm {f} }-{\vec {v}}_{\mathrm {i} }=-{\vec {v}}_{\mathrm {e} }\,\ln {\frac {m_{\mathrm {i} }}{m_{\mathrm {f} }}}}, vectoriellement, ou {\displaystyle \Delta v=v_{\mathrm {e} }\,\ln {\frac {m_{\mathrm {i} }}{m_{\mathrm {f} }}}}, numériquement
où :
- {\displaystyle \Delta v} est la variation de vitesse de l'astronef entre la fin et le début de la phase propulsée considérée ;
- {\displaystyle v_{\mathrm {e} }} est la vitesse d'éjection des gaz[N 2] ;
- {\displaystyle m_{\mathrm {i} }} est la masse totale de l'astronef au début de la phase propulsée (indice i pour initial) ;
- {\displaystyle m_{\mathrm {f} }} est la masse totale de l'astronef à l'issue de la phase propulsée (indice f pour final), exprimée dans la même unité que {\displaystyle m_{\mathrm {i} }} ;
- {\displaystyle \ln } est la fonction logarithme népérien.

## Établissement

### Démonstration
Cette équation est établie en intégrant l'équation de conservation de la quantité de mouvement entre le début et la fin de la phase propulsée sous les hypothèses suivantes :
- l'étude du mouvement est faite dans un référentiel d'inertie ;
- l'astronef n'est soumis qu'à la force de poussée fournie par ses moteurs, aucune autre action extérieure (gravité, efforts aérodynamiques) n'est prise en compte (voir à la fin de l'article pour la prise en compte de la gravité) ;
- la vitesse d'éjection des gaz est constante.

À un instant donné, lorsque le vaisseau de masse {\displaystyle m} se déplaçant à la vitesse {\displaystyle {\vec {v}}} éjecte une petite quantité d'ergol à la vitesse {\displaystyle {\vec {v_{\mathrm {e} }}}}, on note {\displaystyle \mathrm {d} m} sa variation de masse et {\displaystyle \mathrm {d} {\vec {v}}} sa variation de vitesse. La variation de quantité de mouvement du système isolé (vaisseau + ergol éjecté) est nécessairement nulle, il vient donc :
{\displaystyle m\cdot \mathrm {d} {\vec {v}}+(-\mathrm {d} m)\cdot {\vec {v_{\mathrm {e} }}}={\vec {0}}}.
Pour obtenir la variation de vitesse {\displaystyle \Delta {\vec {v}}} de l'astronef quand sa masse passe de {\displaystyle m_{\mathrm {i} }} à {\displaystyle m_{\mathrm {f} }}, on peut intégrer cette petite variation de vitesse :
{\displaystyle \Delta {\vec {v}}=\int _{{\vec {v}}={\vec {v_{\mathrm {i} }}}}^{\vec {v_{\mathrm {f} }}}\mathrm {d} {\vec {v}}=\int _{m=m_{\mathrm {i} }}^{m_{\mathrm {f} }}{\frac {\vec {v_{\mathrm {e} }}}{m}}\mathrm {d} m={\vec {v_{\mathrm {e} }}}\int _{m_{\mathrm {i} }}^{m_{\mathrm {f} }}{\frac {\mathrm {d} m}{m}}={\vec {v_{\mathrm {e} }}}\ln {\frac {m_{\mathrm {f} }}{m_{\mathrm {i} }}}=-{\vec {v_{\mathrm {e} }}}\ln {\frac {m_{\mathrm {i} }}{m_{\mathrm {f} }}}}.
Puisque {\displaystyle m_{\mathrm {i} }>m_{\mathrm {f} }}, {\displaystyle \ln(m_{\mathrm {i} }/m_{\mathrm {f} })>0}, la variation de vitesse du vaisseau a donc comme prévu la même direction que la projection des ergols et en sens opposé.

### Commentaires
Il est souvent dit que pour trouver cette équation, il faut que le débit massique d'ergol soit constant pendant la phase de propulsion, mais ce n'est pas obligatoire, même si cela simplifie le travail d'intégration dans un premier temps.[réf. nécessaire]
L'équation est valable aussi bien lors d'une phase d'accélération (la poussée est dans la direction de la vitesse, {\displaystyle \Delta v} est positif : c'est un accroissement de vitesse) que de décélération (la poussée est de direction opposée à la vitesse, {\displaystyle \Delta v} est négatif : c'est une réduction de vitesse).
La différence entre la masse initiale {\displaystyle m_{\mathrm {i} }} et la masse finale {\displaystyle m_{\mathrm {f} }} correspond à la masse que la fusée a éjectée durant sa propulsion ; on l'appelle masse d'appui[réf. nécessaire] (« d'appui » parce que c'est la masse sur laquelle la fusée s'est appuyée pour se propulser).
Pour les fusées thermo-chimiques (Ariane, Soyouz, navette, etc.), la masse d'appui est la masse des ergols (poudre, ou dioxygène et dihydrogène), laquelle est également source d'énergie chimique : c'est donc la masse d'appui elle-même qui contient l'énergie qui servira à sa propre éjection. Ce n'est plus le cas pour les moteurs ioniques (qui représentent sans doute l'avenir de la conquête spatiale). Ceux-ci sont régis tout pareillement par l'équation de Tsiolkovski, mais leur masse d'appui est constituée d'un gaz neutre (du xénon) ; c'est la très forte vitesse d'éjection de cette masse d'appui qui rend ces moteurs très économes en masse d'appui (il leur faut cependant une source d'énergie pour réaliser l'éjection). À ce titre, le fonctionnement des moteurs ioniques est comparable à celui des fusées à eau, dans lesquelles l'eau n'est utilisée que pour sa masse (l'énergie résidant dans l'air comprimé).
Dans le cas où la phase propulsée est réalisée au moyen de plusieurs étages fonctionnant successivement, la même équation de Tsiolkovski peut être utilisée pour le vol de chaque étage. On peut ainsi montrer l'intérêt de telles fusées à plusieurs étages. Voir l'exemple dans la section suivante.
Malgré l'apparente simplicité de cette équation et des hypothèses qui la sous-tendent, elle constitue une approximation utile au calcul des manœuvres de changement d'orbite, ces manœuvres étant qualifiées d'impulsionnelles, c’est-à-dire effectuées en un temps suffisamment bref pour que les hypothèses de l'équation de Tsiolkovski restent approximativement valables.

### Temps nécessaire
Si le vaisseau utilise un débit massique d'ergol constant {\displaystyle q} on peut écrire :
{\displaystyle \Delta t={\frac {\Delta m}{q}}}.
Or l'équation de Tsiolkovski peut s'écrire :
{\displaystyle {\frac {\Delta v}{v_{\mathrm {e} }}}=\ln {\frac {m_{\mathrm {i} }}{m_{\mathrm {i} }-\Delta m}}}.
C'est-à-dire, en changeant de signe et en passant à l'exponentielle :
{\displaystyle {\frac {m_{\mathrm {i} }-\Delta m}{m_{\mathrm {i} }}}=\mathrm {e} ^{-\Delta v/v_{\mathrm {e} }}}.
On en tire l'expression de {\displaystyle \Delta m} qu'on reporte dans celle de {\displaystyle \Delta t} :
{\displaystyle \Delta t={\frac {m_{\mathrm {i} }}{q}}\,\left(1-\mathrm {e} ^{-\Delta v/v_{\mathrm {e} }}\right)}.

## Exemple
L'exemple qui suit a pour objet de montrer l'intérêt des fusées à plusieurs étages.
Soit une fusée à deux étages ayant les caractéristiques suivantes : 
- la masse d'ergols embarqués par chaque étage (premier étage : 100 tonnes ; deuxième étage : 20 tonnes) représente 10 fois sa masse à vide ;
- la vitesse d'éjection des gaz est de 4 000 m/s ;

et supposons qu'elle emporte une charge utile de 2 t. Résumons ces données dans un tableau :
| Étage          | Masse d'ergols (t)                                  | Masse à vide (t)                                   | Masse totale (t)                                    | Vitesse d'éjection des gaz (m/s)        |
| -------------- | --------------------------------------------------- | -------------------------------------------------- | --------------------------------------------------- | --------------------------------------- |
| Premier étage  | {\displaystyle m_{\mathrm {e} {\mathfrak {1}}}=100} | {\displaystyle m_{\mathrm {v} {\mathfrak {1}}}=10} | {\displaystyle m_{\mathrm {t} {\mathfrak {1}}}=110} | {\displaystyle v_{\mathrm {e} }=4\,000} |
| Deuxième étage | {\displaystyle m_{\mathrm {e} {\mathfrak {2}}}=20}  | {\displaystyle m_{\mathrm {v} {\mathfrak {2}}}=2}  | {\displaystyle m_{\mathrm {t} {\mathfrak {2}}}=22}  | {\displaystyle v_{\mathrm {e} }=4\,000} |
| Charge utile   |                                                     |                                                    | {\displaystyle m_{\mathrm {cu} }=2}                 |                                         |
| Total fusée    | {\displaystyle m_{\mathrm {e} {\mathfrak {}}}=120}  | {\displaystyle m_{\mathrm {v} {\mathfrak {}}}=12}  | {\displaystyle m_{\mathrm {t} {\mathfrak {}}}=134}  |                                         |

On peut alors mener les calculs d'incréments de vitesse, comme suit, en employant deux fois l'équation de Tsiolkovski, aux étapes 3 et 6 :
| Étape de calcul | Étape de calcul                        | Formule | Masse (t)           | Vitesse (m/s)           |
| --------------- | -------------------------------------- | --- | ------------------- | ----------------------- |
| 1               | Masse à l'allumage du premier étage    | {\displaystyle m_{\mathrm {i} {\mathfrak {1}}}=m_{\mathrm {t} {\mathfrak {}}}}                                               | {\displaystyle 134} |                         |
| 2               | Masse à l'extinction du premier étage  | {\displaystyle m_{\mathrm {f} {\mathfrak {1}}}=m_{\mathrm {i} {\mathfrak {1}}}-m_{\mathrm {e} {\mathfrak {1}}}}              | {\displaystyle 34}  |                         |
| 3               | Incrément de vitesse du premier étage  | {\displaystyle \Delta v_{1}=v_{\mathrm {e} }\ln {\tfrac {m_{\mathrm {i} {\mathfrak {1}}}}{m_{\mathrm {f} {\mathfrak {1}}}}}} |                     | {\displaystyle 5\,486}  |
| 4               | Masse à l'allumage du second étage     | {\displaystyle m_{\mathrm {i} {\mathfrak {2}}}=m_{\mathrm {f} {\mathfrak {1}}}-m_{v{\mathfrak {1}}}}                         | {\displaystyle 24}  |                         |
| 5               | Masse à l'extinction du second étage   | {\displaystyle m_{\mathrm {f} {\mathfrak {2}}}=m_{\mathrm {i} {\mathfrak {2}}}-m_{e{\mathfrak {2}}}}                         | {\displaystyle 4}   |                         |
| 6               | Incrément de vitesse du deuxième étage | {\displaystyle \Delta v_{2}=v_{\mathrm {e} }\ln {\tfrac {m_{\mathrm {i} {\mathfrak {2}}}}{m_{\mathrm {f} {\mathfrak {2}}}}}} |                     | {\displaystyle 7\,167}  |
| 7               | Vitesse finale                         | {\displaystyle \!\,\Delta v=\Delta v_{1}+\Delta v_{2}}                                                                       |                     | {\displaystyle 12\,653} |

Par comparaison, une fusée comportant un seul étage avec la même quantité totale d'ergols (120 t) et la même masse à vide totale (12 t) imprimerait à une charge utile de même masse (2 t) une vitesse environ 30 % inférieure :
| Étape de calcul | Étape de calcul                        | Formule | Masse (t)           | Vitesse (m/s)          |
| --------------- | -------------------------------------- | --- | ------------------- | ---------------------- |
| 1               | Masse à l'allumage de l'étage (unique) | {\displaystyle m_{\mathrm {i} {\mathfrak {}}}=m_{\mathrm {t} {\mathfrak {}}}}                                                                                    | {\displaystyle 134} |                        |
| 2               | Masse à l'extinction de l'étage        | {\displaystyle m_{\mathrm {f} {\mathfrak {}}}=m_{\mathrm {i} {\mathfrak {}}}-m_{\mathrm {e} {\mathfrak {}}}=m_{\mathrm {v} {\mathfrak {}}}+m_{cu{\mathfrak {}}}} | {\displaystyle 14}  |                        |
| 3               | Vitesse finale                         | {\displaystyle \Delta v=v_{\mathrm {e} }\ln {\tfrac {m_{\mathrm {i} }}{m_{\mathrm {f} }}}}                                                                       |                     | {\displaystyle 9\,034} |

## Pertes par pesanteur
Les calculs ont été effectués dans l'hypothèse d'une absence de pesanteur (manœuvres en orbite). Lorsque cette gravité agit, un terme simple doit être ajouté à l'équation de Tsiolkovski. Celle-ci devient :
{\displaystyle \Delta {\vec {v}}=-{\vec {v}}_{\mathrm {e} }\,\ln {\frac {m_{\mathrm {i} }}{m_{\mathrm {f} }}}+\surd {\bigl (}2{\vec {g}}\,\Delta h{\bigr )}}, vectoriellement, ou {\displaystyle \Delta v=\ v_{\mathrm {e} }\,\ln {\frac {m_{\mathrm {i} }}{m_{\mathrm {f} }}}-\surd {\bigl (}2g\Delta h{\bigr )}}, si l'on projette l'équation radialement,
{\displaystyle {\vec {g}}} étant l'accélération locale de la pesanteur et {\displaystyle \Delta h} la différence entre l'altitude de satellisation et celle du point de départ de la fusée. On fait l'hypothèse que {\displaystyle g} est constant pendant la propulsion (alors que {\displaystyle g} diminue très légèrement avec l'altitude).